# Alaskan klee kai

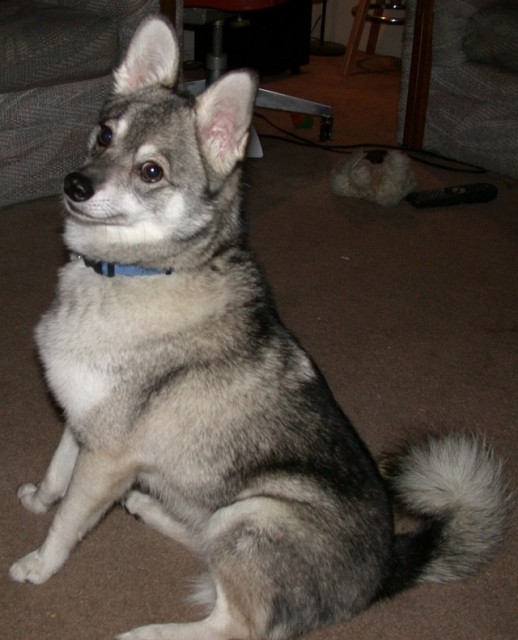
AKK średniej wielkości

Alaskan klee kai – północna rasa psa w typie szpica. Nazwa klee kai wywodzi się z języka Inuitów, gdzie oznacza mały pies.

## Rys historyczny
Rasa ta została wyhodowana w Wasilla (Alaska) w połowie lat 70. XX wieku przez Lindę S. Spurlin i jej rodzinę, zainspirowaną przypadkowo skojarzonym alaskan husky z małym psem. Utworzono ją na bazie husky syberyjskiego i psów w typie alaskan husky oraz schipperke i american eskimo dog tak, aby zmniejszyć rozmiar psów jednocześnie unikając karłowatości.
Pierwotnie rasa nazywała się klee kai. W 1995 roku zmieniono jej nazwę na alaskan klee kai. United Kennel Club zarejestrował wzorzec rasy 1 stycznia 1997. Wyselekcjonowano trzy odmiany różniące się wielkością: toy, miniatura i standard.

## Zachowanie i charakter
Alaskan klee kai skore są do zabaw i aktywności fizycznej, do obcych odnoszą się z rezerwą. Odpowiednio socjalizowany jest psem zrównoważonym i oddanym, psy tej rasy mocno przywiązują się do właścicieli. 

## Zdrowie i pielęgnacja
Rasa ta nie ma większych kłopotów ze zdrowiem. Ze względu na swoje rozmiary mogą być trzymane w mieszkaniu pod warunkiem, że zostanie im zapewniona odpowiednia, codzienna dawka ruchu. Powinny być regularnie szczotkowane. Żyją do 14 lat.